# Festiwal Jedynki
Festiwal Jedynki – polski festiwal muzyczny odbywający się w Operze Leśnej w Sopocie.
Powstał w 2005 r. w wyniku rywalizacji między telewizją publiczną i prywatną stacją telewizyjną TVN o prawo do organizacji imprezy pod nazwą Sopot Festival. Zwyciężył prywatny nadawca, w związku z tym odbyły się dwa niezależne festiwale: 19–20 sierpnia Festiwal Jedynki (TVP1) oraz 2–4 września 42. Sopot Festival (TVN). Mimo to prowadzący Festiwal Jedynki twierdzili, że jest to kontynuacja poprzednich festiwali sopockich.
W 2006 zmieniono nieco formułę festiwalu – w pierwszy dzień odbył się krajowy konkurs Przeboje Lata Jedynki. Zwycięzca konkursu krajowego wystąpił w 2. dzień w konkursie międzynarodowym.
W 2007 Festiwal Jedynki się nie odbył.
W 2008 zastąpił go Sopot Hit Festiwal, organizowany przez TVP2 i Radio Eska.
Przy okazji obu dotychczasowych edycji, prócz koncertów konkursowych odbywały się także koncerty specjalne:
- 2005 – koncert Przeżyj to sam, czyli przeboje z przebojami (wyk. m.in. Maanam, Perfect); recitale Craiga Davida, Blondie, Moniki Brodki, Blue Café, Bonnie Tyler.
- 2006 – koncert Niepokonani (jubileusz zespołu Perfect); koncert Pokolenie Kombii (jubileusz zespołu Kombii); występ zespołu Virgin, jako zwycięzcy plebiscytu Od Opola do... Sopotu, recital Melanie C.

## Festiwal Jedynki 2005
Wyniki głosowania widzów w plebiscycie „Przebój Lata Jedynki 2005” (za Interią):
1. „Niech mówią, że to nie jest miłość” – Olga Szomańska & Przemysław Branny
2. „Maria” – Bartosz Wrona
3. „Lato rozpala” – Golec uOrkiestra
4. „Senny Szept” – Czerwone Gitary
5. „Siadoj z nami” – Zakopower
6. „Pierwsza łza” – Łzy
7. „Niczego więcej” – Bracia
8. „Na dwa” – Sistars
9. „Chyba na pewno” – Mieczysław Szcześniak
10. „Lepsze jutro” – Mezo
11. „My Angel” – Button Hackers
12. „Amazing” – Lusia i Mario Szaban
13. „Pinstin” – PIN

## Festiwal Jedynki 2006
Wyniki głosowania widzów w plebiscycie „Przebój Lata Jedynki 2006” – konkurs polski: (czołówka)
1. „Między nami” – Button Hackers
2. „Potrafię kochać” – Kasia Cerekwicka
3. „Teraz my” – Big Stars

Wyniki głosowania widzów w plebiscycie „Przebój Lata Jedynki 2006” – konkurs międzynarodowy: (czołówka)
1. „I Only Ask Of God” – Outlandish (Dania)
2. „Między nami” – Button Hackers (Polska)
3. „Je T’adore” – Kate Ryan (Belgia)